# Unione dei comuni delle Valli Argentina e Armea
L'Unione dei comuni delle Valli Argentina e Armea è un'unione di comuni della Liguria, in provincia di Imperia, formata dai comuni di Bajardo, Ceriana, Molini di Triora, Montalto Carpasio e Triora.

## Storia
L'unione è nata con atto costitutivo del 5 dicembre 2014 firmato nell'ex municipio di Montalto Ligure dai rappresentanti locali delle due valli imperiesi.
L'ente locale ha sede a Montalto Carpasio. Il primo presidente, eletto il 14 gennaio 2015, è stato il sindaco di Montalto Ligure Mariano Bianchi.
Nel 2016 Badalucco esce ufficialmente dall'Unione.

### Simboli
Stemma
Sotto lo scudo, due fronde di alloro e di quercia, di verde, fruttate d'oro, decussate in punta, legate dal nastro tricolorato dai colori nazionali.»
(D.P.R. 13.06.2017)
Gonfalone
(D.P.R. 13.06.2017)

Lo stemma e il gonfalone sono stati concessi con decreto del presidente della Repubblica del 13 giugno del 2017. 

## Descrizione
L'unione dei comuni comprende quella parte del territorio imperiese solcato dai torrenti Argentina e Armea, ad ovest del capoluogo provinciale.
Per statuto l'Unione si occupa di questi servizi:
- organizzazione generale dell'amministrazione, gestione finanziaria e contabile e controllo;
- organizzazione dei servizi pubblici di interesse generale di ambito comunale, ivi compresi i servizi di trasporto pubblico comunale;
- catasto;
- la pianificazione urbanistica ed edilizia di ambito comunale nonché la partecipazione alla pianificazione territoriale di livello sovra comunale;
- la programmazione in materia di difesa del suolo;
- la promozione turistica;
- la programmazione, la predisposizione e l'attuazione di progetto per il territorio;
- organizzazione e gestione dei rifiuti e la riscossione dei relativi tributi;
- progettazione e gestione del sistema locale dei servizi sociali ed erogazione delle relative prestazioni ai cittadini;
- edilizia scolastica, organizzazione e gestione dei servizi scolastici;
- polizia municipale e polizia amministrativa locale e sicurezza sociale;
- tenuta dei registri di stato civile e di popolazione;
- servizi in materia statistica;
- la comunicazione e l'informatizzazione.

## Amministrazione
| Periodo          | Periodo          | Primo cittadino  | Partito                    | Carica                               | Note |
| ---------------- | ---------------- | ---------------- | -------------------------- | ------------------------------------ | ---- |
| 5 dicembre 2014  | 14 gennaio 2015  | Mariano Bianchi  | sindaco di Montalto Ligure | rappresentante dell'Unione           |      |
| 14 gennaio 2015  | 27 febbraio 2016 | Bruna Rebaudo    | sindaco di Ceriana         | presidente del Consiglio dell'Unione |      |
| 28 febbraio 2016 | 14 marzo 2017    | Angelo Lanteri   | sindaco di Triora          | presidente del Consiglio dell'Unione |      |
| 14 marzo 2017    | 10 luglio 2018   | Mariano Bianchi  | sindaco di Montalto Ligure | presidente del Consiglio dell'Unione |      |
| 10 luglio 2018   | in carica        | Massimo Di Fazio | sindaco di Triora          | presidente del Consiglio dell'Unione |      |